# Tainia vegetissima
Tainia vegetissima är en orkidéart som beskrevs av Henry Nicholas Ridley. Tainia vegetissima ingår i släktet Tainia och familjen orkidéer. Inga underarter finns listade i Catalogue of Life.